# Најџел Ејмос
Најџел Ејмос (енгл. Nijel Amos; Маробела, 15. март 1994) је атлетичар из Боцване. Такмичи се у тркама на 400 и 800 метара. На Олимпијским играма 2012. године освојио је сребрну медаљу у трци на 800 метара тиме оборивши рекорд Боцване у сениорској конкуренцији, као и светски јуниорски рекорд. Ово је била прва медаља у историји Олимпијских игара коју је освојио неки такмичар из Боцване. У јулу 2022. године, Најел Амос је привремено суспендован због допинга, неколико дана пре отварања Светског првенства у Јуџину у Сједињеним Државама. Нијел Амос је био позитиван на метаболички модулатор..

## Важнији резултати
| Година | Такмичење                   | Домаћин                      | Пласман | Дисциплина | Резултат |
| ------ | --------------------------- | ---------------------------- | ------- | ---------- | -------- |
| 2012.  | Светско јуниорско првенство | Барселона, Шпанија           | 1       | 800 метара | 1:43,79  |
| 2012.  | Олимпијске игре             | Лондон, Уједињено Краљевство | 2       | 800 метара | 1:41,73  |

## Лични рекорди
| Дисциплина   | Резултат | Место                                 | Датум           |
| ------------ | -------- | ------------------------------------- | --------------- |
| 400 метара   | 45,66    | Potchefstroom, Јужноафричка Република | 19. март 2013.  |
| 800 метара   | 1:41,73  | Лондон, Уједињено Краљевство          | 9. август 2012. |
| 1.500 метара | 2:25,21  | Рабат, Мароко                         | 15. јул 2010.   |
| 3.000 метара | 8:33,93  | Габороне, Боцвана                     | 23. мај 2010.   |